# Cleveland Classic
Le Cleveland Squash Classic est un tournoi de squash qui se tient à Cleveland aux États-Unis en février. Il fait partie du PSA World Tour et du WSA World Tour. Le premier tournoi se déroule en 2007. En 2017, le tournoi accède à la catégorie PSA 50 avec une dotation de 50 000 $. Le record de victoires avec trois titres est détenu par Nicol David et Natalie Grainger.
Le tournoi est nommé "Burning River Squash Classic" de 2007 à 2010.

## Résultats
| Année | Champion                                                   | Finaliste                                                  | Score                                                      |                                                            |
| ----- | ---------------------------------------------------------- | ---------------------------------------------------------- | ---------------------------------------------------------- | ---------------------------------------------------------- |
| 2025  | Satomi Watanabe                                            | Amanda Sobhy                                               | 11-8, 11-8, 11-6 (26 min)                                  |                                                            |
| 2024  | Nour El Tayeb                                              | Georgina Kennedy                                           | 9-11, 11-6, 11-5, 11-5 (47 min)                            |                                                            |
| 2023  | Georgina Kennedy                                           | Olivia Clyne                                               | 13-11, 11-8, 7-11, 11-6 (45 min)                           |                                                            |
| 2022  | Georgina Kennedy                                           | Sarah-Jane Perry                                           | 11-7, 6-11, 11-2, 11-6 (40 min)                            |                                                            |
| 2021  | annulé en raison de la pandémie de Covid-19 aux États-Unis | annulé en raison de la pandémie de Covid-19 aux États-Unis | annulé en raison de la pandémie de Covid-19 aux États-Unis | annulé en raison de la pandémie de Covid-19 aux États-Unis |
| 2020  | Nour El Tayeb                                              | Sarah-Jane Perry                                           | 10-12, 14-12, 11-5, 11-4 (51 min)                          |                                                            |
| 2019  | Nour El Tayeb                                              | Tesni Evans                                                | 11-5, 11-7, 9-11, 11-9 (55 min)                            |                                                            |
| 2018  | Joelle King                                                | Raneem El Weleily                                          | 11-8, 11-8, 11-8                                           |                                                            |
| 2017  | Camille Serme                                              | Alison Waters                                              | 10-12, 9-11, 11-7, 11-8, 11-7                              |                                                            |
| 2016  | Camille Serme                                              | Alison Waters                                              | 7-11, 11-6, 11-9, 11-5                                     |                                                            |
| 2015  | Nicol David                                                | Raneem El Weleily                                          | 11-5, 11-9, 11-4                                           |                                                            |
| 2014  | Nicol David                                                | Annie Au                                                   | 13-11, 11-5, 11-6                                          |                                                            |
| 2013  | Raneem El Weleily                                          | Nicol David                                                | 3-11, 11-5, 9-11, 11-5, 11-9                               |                                                            |
| 2012  | Nicol David                                                | Laura Massaro                                              | 7-11, 12-10, 11-7, 11-8                                    |                                                            |
| 2011  | Laura Massaro                                              | Nicol David                                                | 11-9, 11-7, 9-11, 11-8                                     |                                                            |
| 2010  | Alison Waters                                              | Omneya Abdel Kawy                                          | 11-7, 11-9, 7-11, 3-11, 11-6                               |                                                            |
| 2009  | Natalie Grainger                                           | Alison Waters                                              | 9-11, 11-1, 11-6, 11-4                                     |                                                            |
| 2008  | Natalie Grainger                                           | Kasey Brown                                                | 9-1, 9-4, 9-0                                              |                                                            |
| 2007  | Natalie Grainger                                           | Isabelle Stoehr                                            | 9-7, 10-8, 9-1                                             |                                                            |